# Sabien Lilaj

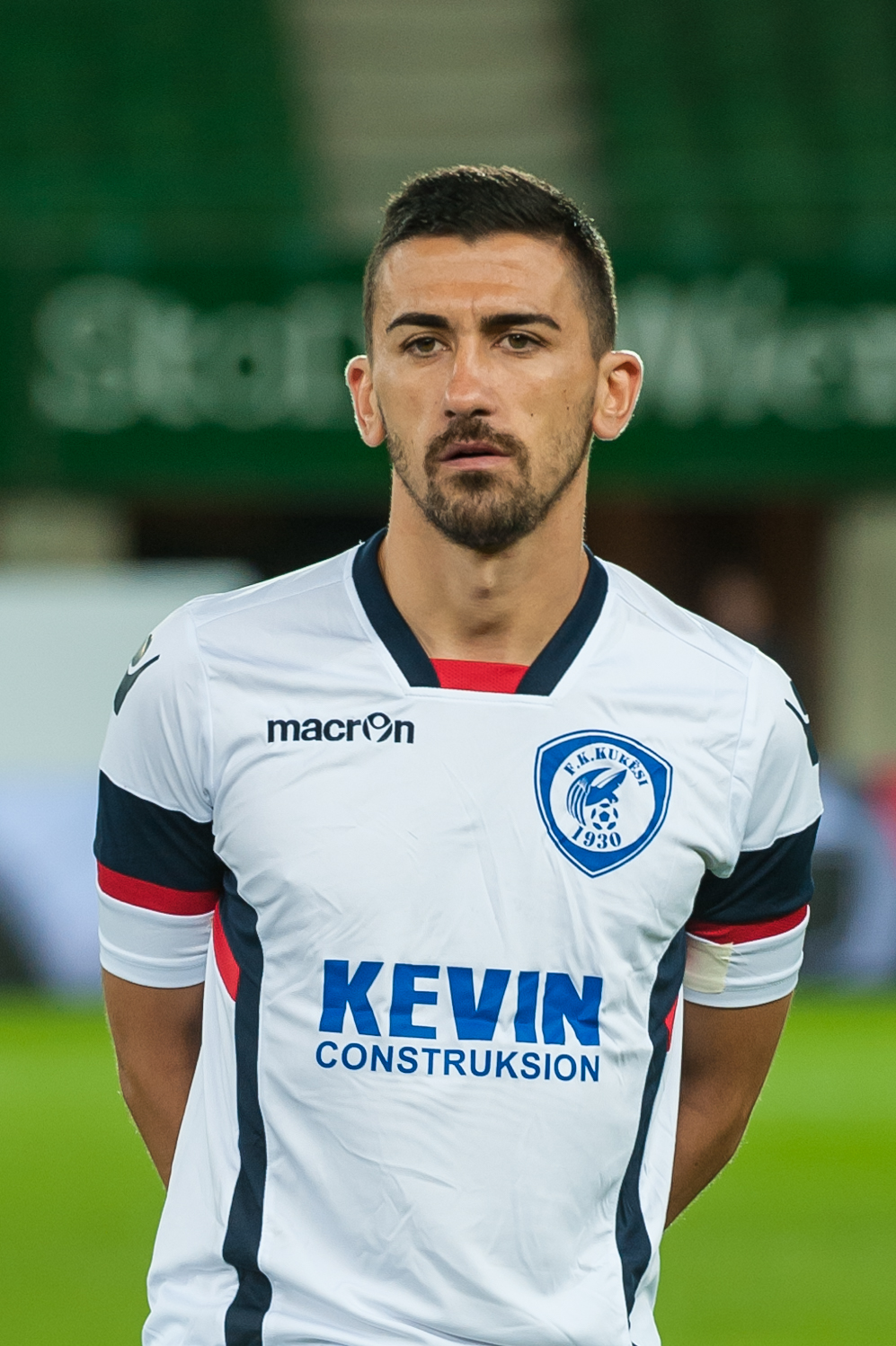
Sabien Lilaj v roce 2016

Sabien Lilaj (* 10. února 1989, Maliq, Albánie) je albánský fotbalový záložník a reprezentant, hráč klubu KF Skënderbeu Korçë od července do srpna 2016 na hostování v FK Kukësi.
Mimo Albánii působil na klubové úrovni v Chorvatsku.

## Klubová kariéra
- KF Tirana (mládež)
- KF Tirana 2008–2011
- NK Lokomotiva Zagreb 2011–2012
- KF Skënderbeu Korçë 2012–
- →  FK Kukësi (hostování) 2016[1]

## Reprezentační kariéra
V A-mužstvu Albánie debutoval 7. 10. 2011 v kvalifikačním utkání v Saint-Denis proti týmu Francie (prohra 0:3).